# Kościół Narodzenia Najświętszej Maryi Panny i św. Eugeniusza de Mazenod w Zagórzu-Dolinie
Kościół Narodzenia Najświętszej Maryi Panny i św. Eugeniusza de Mazenod w Zagórzu–Dolinie – świątynia na obszarze dzielnicy Dolina miasta Zagórza.
Kościół został zbudowany w 1836, a jego fundatorką była Gabriela Wenzlar (tudzież Wetzlar) z domu Lincker, która w połowie XIX wieku była właścicielką ziemską w Dolinie (zm. 1864, w kościele zostało umieszczone jej epitafium). Został przekształcony w cerkiew greckokatolicką Matki Boskiej Opieki. Od 1946 ponownie świątynia rzymskokatolicka. Budynek jest drewniany. W 1965 kościół był remontowany. Świątynia, funkcjonująca jako kościół pw. Opieki NP Marii w 1972 został włączony do uaktualnionego wówczas spisu rejestru zabytków Sanoka w jego nowych granicach administracyjnych (istniejących do 1977).
Przynależy jako kościół filialny do parafii Najświętszej Maryi Panny Królowej Polski w Zahutyniu (Dekanat Sanok II).